# Крива сталої ширини

Трикутник Рело — крива сталої ширини. Сторони квадрата — опорні прямі: кожна сторона дотична до трикутника, але не перетинає його. Трикутник Рело можна обертати, і при цьому він завжди буде торкатися кожної сторони квадрата; таким чином ширина трикутника (відстань між двома опорними прямими) стала.

Крива сталої ширини {\displaystyle w} — плоска опукла крива, довжина ортогональної проєкції якої на будь-яку пряму дорівнює {\displaystyle w}.
Іншими словами, кривою сталої ширини називається плоска опукла крива, відстань між будь-якими двома паралельними опорними прямими якої постійна і дорівнює {\displaystyle w} — ширині кривої.

## Пов'язані означення
Фігурою сталої ширини називається фігура, межею якої є крива сталої ширини.

## Приклади

Многокутники Рело

Гладка крива сталої ширини, побудована на базі трикутника і складена з фрагментів шести сполучених кіл. Ширина w = a + b — c +2y, де a, b, c — сторони трикутника (a, b > c, y>0).

Фігурами сталої ширини, зокрема, є коло і многокутники Рело (окремий випадок останніх — трикутник Рело). Багатокутники Рело складені з фрагментів кіл і не є гладкими кривими. З сполучених фрагментів кіл можна побудувати і гладку криву сталої ширини (рисунок праворуч), але подальше збільшення гладкості кривої на цьому шляху неможливо.

## Функціональне уявлення
На відміну від наведених вище найпростіших прикладів, криві постійної ширини можуть не збігатися з колом ні на якому кінцевому відрізку і бути всюди як завгодно гладкими. У загальному вигляді фігура постійної ширини  {\displaystyle w} c опорною функцією  {\displaystyle p(t)} задається параметричними рівняннями 
{\displaystyle x=p(t)cos(t)-p'(t)sin(t)}
{\displaystyle y=p(t)sin(t)+p'(t)cos(t)} ,
за умов
1. {\displaystyle \omega =p(t)+p(t+\pi )}
2. отримана крива є опуклою

Згідно елементарної тригонометрії першому умові задовольняє ряд Фур'є такого вигляду:
{\displaystyle p(t)={\frac {w}{2}}+\sum \limits _{k=2}^{+\infty }a_{k}\cos \left((2k-1)t+\theta _{k}\right)}
Якщо коефіцієнти ряду зменшуються досить швидко, то основна крива буде опуклою (без самоперетинів).
Зокрема, опорна функція  {\displaystyle p(t)=9+cos(3t)}породжує криву постійної ширини, для якої знайдено неявне подання до вигляді рівняння для полінома 8-го ступеня
{\displaystyle (x^{2}+y^{2})^{4}-45(x^{2}+y^{2})^{3}-41283(x^{2}+y^{2})^{2}+7950960(x^{2}+y^{2})+16(x^{2}-3y^{2})^{3}}
{\displaystyle +48(x^{2}+y^{2})(x^{2}-3y^{2})^{2}+(x^{2}-3y^{2})x[16(x^{2}+y^{2})^{2}-5544(x^{2}+y^{2})+266382]-720^{3}=0}
Ця крива є аналітичною функцією в околиці будь-якої точки або від x, або від y і в жодному разі не збігається з колом.